# Watzschwitz
Watzschwitz ist ein Ortsteil der Gemeinde Lossatal im Landkreis Leipzig in Sachsen.

## Geografie und Verkehrsanbindung
Nördlich des Ortes verläuft die Kreisstraße K 8312 und südlich die S 23. Nordwestlich erstreckt sich das 40,6 ha große Naturschutzgebiet Kleiner Berg Hohburg, nördlich fließt die Lossa.

## Geschichte
Am 1. Januar 2012 wurde Watzschwitz nach Lossatal eingemeindet. Vor der Eingemeindung nach Lossatal gehörte es seit dem 1. Januar 1950 zur Gemeinde Hohburg.

## Kulturdenkmale
In der Liste der Kulturdenkmale in Lossatal sind für Watzschwitz zwei Kulturdenkmale aufgeführt:
- das um 1870 errichtete Spritzenhaus (Lange Dorfstraße 14)
- das um 1850 erbaute ehemalige Armenhaus (Lange Dorfstraße 25)